# 24 Ore di Le Mans 1965
La 24 Ore di Le Mans 1965 è stato il 33° Grand Prix of Endurance, ed ebbe luogo il 19 e 20 giugno 1965. È stata anche la dodicesima prova del Campionato internazionale gran turismo.
Dopo i risultati deludenti della gara dell'anno precedente, la Ford tornò con una versione migliorata della sua GT. In pista c'erano 11 Ford o auto con motore Ford.  Per far fronte a questa sfida, la Ferrari aveva non meno di 12 delle sue macchine. Porsche dominò la categoria del motore centrale con sette auto e allo stesso modo Alpine-Renault dominò le categorie dei piccoli motori con sei iscritte.
Nonostante un buon inizio, alla fine l'inaffidabilità delle Ford le deluse di nuovo e fu una vittoria facile per la Ferrari per il sesto anno consecutivo. Dopo il ritiro del team ufficiale, i vincitori furono Masten Gregory e Jochen Rindt con la vettura del North American Racing Team (NART), la prima squadra non ufficiale a vincere dalla Ecurie Ecosse nel 1957. È stata anche la prima vittoria in gara internazionale per pneumatici Goodyear. Fu l'ultima vittoria assoluta della Ferrari a Le Mans fino all'edizione 2023.

## Regolamento
Nell'anno trascorso dall'ultima gara, erano stati avviati i piani per sviluppare una pista permanente. Charles Deutsch, un tempo produttore di automobili francese, era il consulente di progettazione per il progetto che alla fine divenne il Circuito Bugatti.
Dopo il pericoloso incidente della gara dell'anno precedente, quando un'auto si era schiantata contro le fosse trafficate, davanti a ogni fossa erano state poste delle barriere protettive, sebbene la stessa corsia fosse ancora esposta. In caso contrario, l'unica modifica significativa è stata che il serbatoio del carburante sulle auto con un motore superiore a 5,0 litri è stato aumentato a 160 litri (35 galloni).
Ci sono state lievi modifiche al calcolo dei due indici e la cilindrata minima del motore è stata fissata a 1000cc.

## Al traguardo

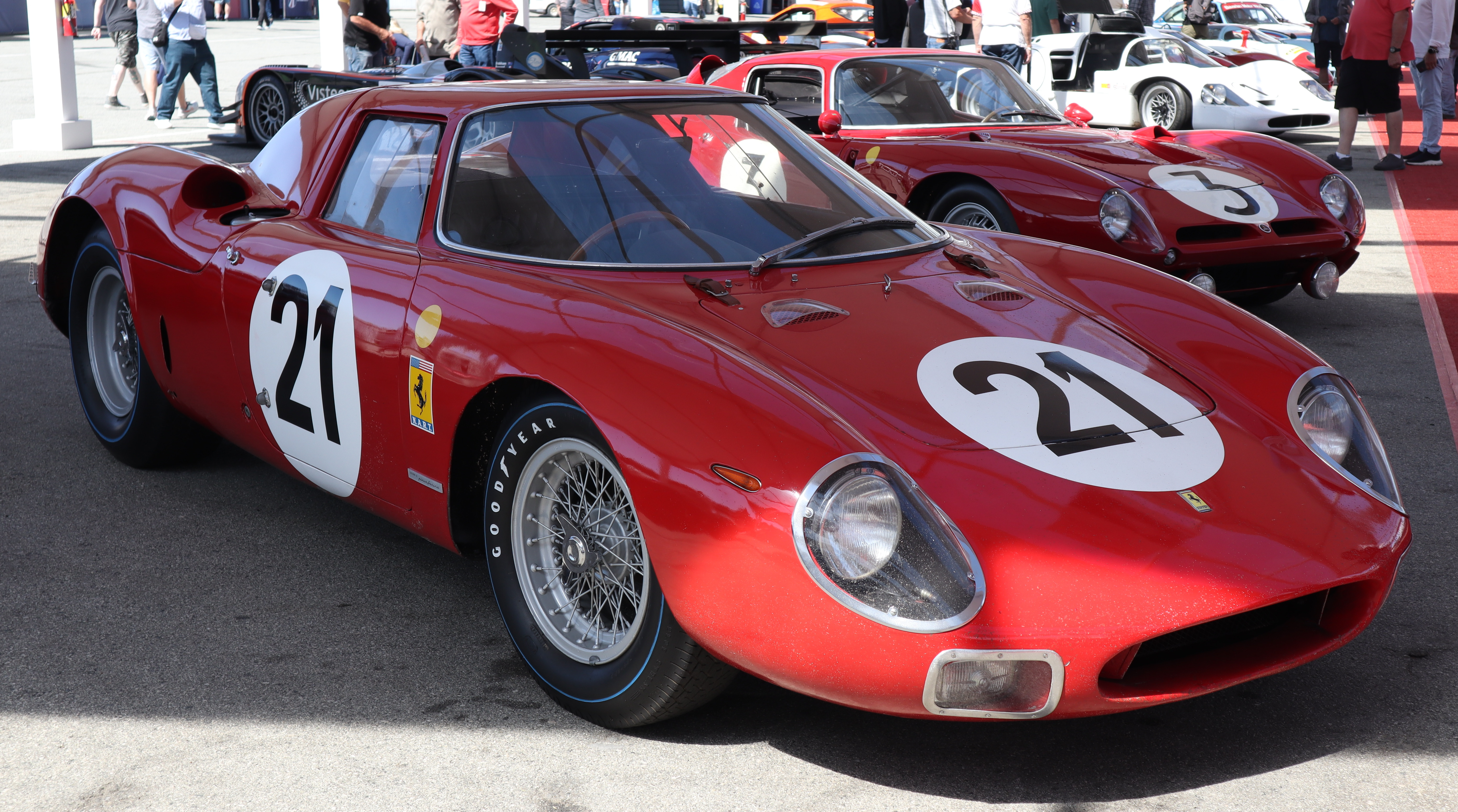
La vincitrice Ferrari 250 LM, guidata da Gregory e Rindt.

| Pos | Classe  | No           | Team                           | Piloti                                      | Auto                         | Motore               | Giri |
| --- | ------- | ------------ | ------------------------------ | ------------------------------------------- | ---------------------------- | -------------------- | ---- |
| 1   | P 4.0   | 21           | North American Racing Team     | Masten Gregory Jochen Rindt                 | Ferrari 250 LM               | Ferrari 3.3L V12     | 348  |
| 2   | P 4.0   | 26           | P. Dumay (concorrente privato) | Pierre Dumay Gustave ‘Taf’ Gosselin         | Ferrari 250 LM               | Ferrari 3.3L V12     | 343  |
| 3   | GT 4.0  | 24           | Ecurie Francorchamps           | Willy Mairesse “Beurlys” (Jean Blaton)      | Ferrari 275 GTB              | Ferrari 3.3L V12     | 340  |
| 4   | P 2.0   | 32           | Porsche System Engineering     | Herbert Linge Peter Nöcker                  | Porsche 904/6                | Porsche 1968cc F6    | 336  |
| 5   | GT 2.0  | 36           | Porsche System Engineering     | Gerhard ‘Gerd’ Koch Anton ‘Toni’ Fischhaber | Porsche 904/4 GTS            | Porsche 1968cc F4    | 325  |
| 6   | P 4.0   | 27           | Scuderia Filipinetti           | Dieter Spoerry Armand Boller                | Ferrari 250 LM               | Ferrari 3.3L V12     | 324  |
| 7   | P 5.0   | 18           | North American Racing Team     | Pedro Rodríguez Nino Vaccarella             | Ferrari 365 P2 Spyder        | Ferrari 4.4L V12     | 320  |
| 8   | GT 5.0  | 11           | AC Cars Ltd.                   | Jack Sears Dick Thompson                    | AC Cobra Daytona Coupé       | Ford 4.7L V8         | 304  |
| 9   | P +5.0  | 3            | Iso Grifo Prototipi Bizzarrini | Régis Fraissinet Jean de Mortemart          | Iso Grifo A3C                | Chevrolet 5.4L V8    | 303  |
| 10  | P 2.0   | 31           | Owen Racing Organisation       | Graham Hill Jackie Stewart                  | Rover-BRM                    | Rover 1992cc Turbine | 284  |
| 11  | GT 2.0  | 39           | British Motor Corporation      | Paddy Hopkirk Andrew Hedges                 | MG MGB Hardtop               | MG 1801cc S4         | 283  |
| 12  | P 1.3   | 49           | Donald Healey Motor Company    | Paul Hawkins John Rhodes                    | Austin-Healey Sebring Sprite | BMC 1293cc S4        | 278  |
| 13  | GT 1.15 | 60 (riserva) | Standard-Triumph Ltd.          | Jean-Jacques Thuner Simo Lampinen           | Triumph Spitfire             | Triumph 1147cc S4    | 274  |
| 14  | GT 1.15 | 54           | Standard-Triumph Ltd.          | Claude Dubois Jean-François Piot            | Triumph Spitfire             | Triumph 1147cc S4    | 263  |

### Non arrivati
| Pos | Classe  | No           | Team                                | Piloti                                           | Auto                         | Motore                    | Giri | Motivo                      |
| --- | ------- | ------------ | ----------------------------------- | ------------------------------------------------ | ---------------------------- | ------------------------- | ---- | --------------------------- |
| DNF | P 4.0   | 20           | SpA Ferrari SEFAC                   | Mike Parkes Jean Guichet                         | Ferrari 330 P2 Spyder        | Ferrari 4.0L V12          | 315  | Riduttore (23hr)            |
| DNF | P 1.3   | 48           | Donald Healey Motor Company         | Rauno Aaltonen Clive Baker                       | Austin-Healey Sebring Sprite | BMC 1293cc S4             | 256  | Riduttore (22hr)            |
| DNF | P 4.0   | 19           | SpA Ferrari SEFAC                   | John Surtees Ludovico Scarfiotti                 | Ferrari 330 P2 Spyder        | Ferrari 4.0L V12          | 225  | Riduttorex (18hr)           |
| DNF | GT 2.0  | 37           | A. Veuillet (concorrente privato)   | Robert Buchet Ben Pon                            | Porsche 904/4 GTS            | Porsche 1968cc F4         | 224  | Perdita d'olio (17hr)       |
| DNF | P 4.0   | 22           | SpA Ferrari SEFAC                   | Lorenzo Bandini Giampiero Biscaldi               | Ferrari 275 P2               | Ferrari 3.3L V12          | 221  | Valvole (17hr)              |
| DNF | GT 1.6  | 44           | Equipe Grand Ducale Luxembourgeoise | Nicholas Koob Alain Finkelstein                  | Alfa Romeo Giulia TZ2        | Alfa Romeo 1570cc S4      | 218  | Motore (19hr)               |
| DNF | GT 1.6  | 41           | Autodelta SpA                       | Roberto Bussinello Jean Rolland                  | Alfa Romeo Giulia TZ2        | Alfa Romeo 1570cc S4      | 217  | Motore (18hr)               |
| DNF | GT 5.0  | 9            | Shelby-American Inc.                | Dan Gurney Jerry Grant                           | AC Cobra Daytona Coupé       | Ford 4.7L V8              | 204  | Albero motore (16hr)        |
| DNF | P 2.0   | 35           | Porsche System Engineering          | Günter Klass Dieter Glemser                      | Porsche 904/6                | Porsche 1991cc F6         | 202  | Albero a camme (16hr)       |
| DNF | P 1.3   | 47           | Société Automobiles Alpine-Renault  | Roger Delageneste Jean Vinatier                  | Alpine A110 M64              | Renault-Gordini 1296cc S4 | 196  | Accensione (16hr)           |
| DNF | GT 1.3  | 55           | Société Automobiles Alpine-Renault  | Jacques Cheinisse Jean-Pierre Hanrioud           | Alpine A110 GT4              | Renault-Gordini 1108cc S4 | 196  | Frizione (21hr)             |
| DNF | P 1.15  | 61 (riserva) | Société Automobiles Alpine-Renault  | Robert Bouharde Pierre Monneret                  | Alpine A110 M63B             | Renault-Gordini 1002cc S4 | 187  | Accensione (16hr)           |
| DNF | GT 5.0  | 10           | Shelby-American Inc.                | Bob Johnson Tom Payne                            | AC Cobra Daytona Coupé       | Ford 4.7L V8              | 158  | Guarnizione di testa (12hr) |
| DSQ | P 1.15  | 51           | Société Automobiles Alpine-Renault  | Roger Masson Guy Verrier                         | Alpine A110 M64              | Renault-Gordini 1150cc S4 | 148  | Acqua modifica              |
| DNF | P 4.0   | 25           | Ecurie Francorchamps                | Gerhard Langlois van Ophem “Eldé” (Leon Dernier) | Ferrari 250 LM               | Ferrari 3.3L V12          | 146  | Frizione (12hr)             |
| DNF | GT 2.0  | 38           | J. Franc (private entrant)          | “Franc” (Jacques Dewes) Jean Kerguen             | Porsche 904/4 GTS            | Porsche 1968cc F4         | 130  | Senza benzina (10hr)        |
| DNF | GT 5.0  | 59 (riserva) | Scuderia Filipinetti                | Peter Sutcliffe Peter Harper                     | AC Cobra Daytona Coupé       | Ford 4.7L V8              | 126  | Guarnizione di testa (10hr) |
| DNF | P 1.15  | 50           | Société Automobiles Alpine-Renault  | Philippe Vidal Peter Revson                      | Alpine A110 M64              | Renault-Gordini 1150cc S4 | 116  | Motore (10hr)               |
| DNF | GT 5.0  | 12           | Ford France S.A.                    | Jo Schlesser Allen Grant                         | AC Cobra Daytona Coupé       | Ford 4.7L V8              | 111  | Frizione (10hr)             |
| DNF | P 5.0   | 17           | Maranello Concessionaires Ltd.      | David Piper Jo Bonnier                           | Ferrari 365 P2               | Ferrari 4.4L V12          | 101  | Accensione (9hr)            |
| DNF | P 4.0   | 23           | Maranello Concessionaires Ltd.      | Lucien Bianchi Mike Salmon                       | Ferrari 250 LM               | Ferrari 3.3L V12          | 99   | Riduttore (8hr)             |
| DNF | P +5.0  | 2            | Shelby-American Inc.                | Phil Hill Chris Amon                             | Ford GT40X                   | Ford 7.0L V8              | 89   | Frizione (7hr)              |
| DNF | GT 5.0  | 14           | Ford Advanced Vehicles              | Sir John Whitmore Innes Ireland                  | Ford GT40                    | Ford 4.7L V8              | 72   | Guarnizione di testa (6hr)  |
| DNF | GT 1.15 | 52           | Standard Triumph Ltd.               | David Hobbs Rob Slotemaker                       | Triumph Spitfire             | Triumph 1147cc S4         | 71   | Incidente (7hr)             |
| DNF | P +5.0  | 1            | Shelby-American Inc.                | Ken Miles Bruce McLaren                          | Ford GT40X                   | Ford 7.0L V8              | 45   | Riduttore (4hr)             |
| DNF | P 1.3   | 46           | Société Automobiles Alpine-Renault  | Mauro Bianchi Henri Grandsire                    | Alpine M65                   | Renault-Gordini 1296cc S4 | 32   | Riduttore (3hr)             |
| DNF | P +5.0  | 6            | Scuderia Filipinetti                | Herbert Müller Ronnie Bucknum                    | Ford GT40                    | Ford 5.3L V8              | 29   | Guarnizione di testa (3hr)  |
| DNF | P 5.0   | 7            | Rob Walker Racing Team              | Bob Bondurant Umberto Maglioli                   | Ford GT40                    | Ford 4.7L V8              | 29   | Guarnizione di testa (3hr)  |
| DNF | P 2.0   | 30           | Anglian Racing Developments         | Richard Wrottesley Tony Lanfranchi               | Elva GT160                   | BMW 1991cc S4             | 29   | Frizione (4hr)              |
| DNF | GT 1.6  | 42           | Autodelta SpA                       | “Geki” (Giacomo Russo) Carlo Zuccoli             | Alfa Romeo Giulia TZ2        | Alfa Romeo 1570cc S4      | 22   | Tubo dell'olio (2hr)        |
| DNF | P 2.0   | 33           | Porsche System Engineering          | Colin Davis Gerhard Mitter                       | Porsche 904/8                | Porsche 1985cc F8         | 20   | Frizione (4hr)              |
| DNF | GT 2.0  | 62 (riserva) | C. Poirot (concorrente privato)     | Christian Poirot Rolf Stommelen                  | Porsche 904/4 GTS            | Porsche 1968cc F4         | 13   | Ridutore (2hr)              |
| DNF | P 5.0   | 15           | Ford France S.A.                    | Maurice Trintignant Guy Ligier                   | Ford GT40 Spyder             | Ford 4.7L V8              | 11   | Riduttore (2hr)             |
| DNF | GT 1.3  | 53           | Standard Triumph Ltd.               | Peter Bolton Bill Bradley                        | Triumph Spitfire             | Triumph 1147cc S4         | 6    | Motore (1hr)                |
| DNF | P 5.0   | 8            | J. Simone (concorrente privato)     | Jo Siffert Jochen Neerpasch                      | Maserati Tipo 65             | Maserati 5.0L V8          | 3    | Danni per incidente (1hr)   |
| DNF | P 1.6   | 40           | SpA Dino SEFAC                      | Giancarlo Baghetti Mario Casoni                  | Dino 166 P                   | Ferrari 1593cc V6         | 2    | Motore (1hr)                |
| DNF | GT 1.6  | 43           | Autodelta SpA                       | Teodoro Zeccoli José Rosinski                    | Alfa Romeo Giulia TZ2        | Alfa Romeo 1570cc S4      | 1    | Incidente (2hr)             |

### Non iniziato
| Pos | Classe | No           | Team                            | Piloti                           | Auto                   | Motore               | Motivo          |
| --- | ------ | ------------ | ------------------------------- | -------------------------------- | ---------------------- | -------------------- | --------------- |
| DNQ | P 1.15 | 56           | Abarth France                   | Claude Ballot-Léna Franck Ruata  | Abarth 1000 SP         | Fiat 998cc S4        | Non qualificato |
| DNA | P +5.0 | 4            | Iso Grifo Prototipi Bizzarrini  | Pierre Noblet Edgar Berney       | Iso Grifo A3C          | Chevrolet 5.4L V8    | Non arrivato    |
| DNA | P +5.0 | 5            | Iso Grifo Prototipi Bizzarrini  | Silvio Moser Mario Cabral        | Iso Grifo A3C          | Chevrolet 5.4L V8    | Non arrivato    |
| DNA | GT 5.0 | 16           | John Willment Automobiles       | Frank Gardner Alan Rees          | AC Cobra Daytona Coupé | Ford 4.7L V8         | Non arrivato    |
| DNA | P 2.0  | 34           | Porsche System Engineering      |                                  | Porsche 904/6          | Porsche 1991cc F6    | Non arrivato    |
| DNA | P 1.6  | 45           | Société d’Etudes & Construction | Alain Bertaut André Guilhaudin   | CD 3                   | Alfa Romeo 1570cc S4 | Non arrivato    |
| DNP | GT 4.0 | 57 (riserva) | North American Racing Team      |                                  | Ferrari 275 GTB        | Ferrari 3.3L V12     | Non in gara     |
| DNP | P 4.0  | 63 (riserva) | Ecurie Francorchamps            |                                  | Ferrari 250 LM         | Ferrari 3.3L V12     | Non in gara     |
| DNP | GT 2.0 | 66 (riserva) | Scuderia Filipinetti            | Dieter Spoerry Jacques Calderari | Porsche 904/4 GTS      | Porsche 1968cc F4    | Non in gara     |
| DNP | GT 1.6 | 69 (reserve) | C. Laurent (private entrant)    | Claude Laurent Pierre Gelé       | Lotus Elan             | Lotus 1598cc S4      | Non in gara     |